# Gert Rosenthal
Gert Rosenthal Königsberger (11 de septiembre de 1935), es un economista y diplomático guatemalteco.  Fue Secretario Ejecutivo de la Comisión Económica para América Latina y el Caribe, Ministro de Relaciones Exteriores de Guatemala y Representante Permanente de Guatemala ante la Organización de las Naciones Unidas. Desde 2015 Rosenthal es asesor independiente de las Naciones Unidas en el tema de la arquitectura de la construcción de paz.

## Biografía

#### Juventud y educación
Rosenthal nació en Ámsterdam de padre alemán y madre guatemalteca de ascendencia alemana. La familia se estableció en 1939 en Guatemala. Tras cursar la educación secundaria en Guatemala, Rosenthal estudió economía en la Universidad de California en Berkeley donde obtuvo un grado de licenciatura en 1957 y de maestría en 1958.

#### Carrera en Guatemala
Rosenthal inició su carrera de funcionario público en Guatemala en 1960 con un contrato de tiempo parcial en el Consejo Nacional de Planificación. En 1964 representó a Guatemala en el Consejo Ejecutivo del Mercado Común Centroamericano y posteriormente fue asistente del Secretario General de la misma institución centroamericana. Al final del gobierno del presidente Julio César Méndez Montenegro, Rosenthal ocupó el cargo de Secretario General del Consejo Nacional de Planificación, mismo cargo que ocupó en 1973 y 1974, al final del gobierno del presidente Carlos Arana Osorio.

#### Funcionario de Naciones Unidas
En 1974 Rosenthal salió a México para dirigir la sede subregional de la CEPAL en dicho país, cargo clave para apoyar la economía y la integración centroamericana desde las Naciones Unidas. Rosental fue nombrado Secretario Ejecutivo de la Comisión Económica para América Latina y el Caribe (CEPAL) en 1988, cargo que ocupó hasta 1997. En este tiempo Rosenthal publicó un gran número de libros y artículos sobre temas de desarrollo económico y social de la región. Bajo su liderazgo, la Secretaría presentó sendos estudios que significaron la modernización ideológica de la CEPAL, entre ellos "Transformación Productiva con Equidad" y "Regionalismo Abierto".

#### Representante Permanente de Guatemala ante Naciones Unidas (1)
Entre 1999 y 2004 Rosenthal fue embajador de Guatemala ante Naciones Unidas. En esta calidad fue Presidente del Consejo Económico y Social de las Naciones Unidas (ECOSOC) y presidente del Quinto Comité que aprueba el presupuesto de la organización. Rosenthal también trabajó en la Comisión de Seguimiento de los Acuerdos de Paz de Guatemala.

#### Canciller de Guatemala
Rosenthal fue designado el 25 de julio de 2006 como Canciller de Guatemala por el Presidente de la República de Guatemala Óscar Berger, sustituyendo a Jorge Briz. Entregó el cargo el 14 de enero de 2008 a Haroldo Rodas, 

#### Representante Permanente de Guatemala ante Naciones Unidas (2)
En 2008 Rosenthal fue nombrado por segunda ocasión como Embajador Extraordinario y Plenipotenciario de Guatemala ante la Organización de las Naciones Unidas en Nueva York. Durante su gestión como embajador, fungió como representante de Guatemala ante el Consejo de Seguridad, en el asiento no permanente que el país ocupó del 1 de enero de 2012 al 31 de diciembre de 2013. En el 2014, el embajador Rosenthal solicitó su jubilación, por lo que fue sucedido en el cargo por Fernando Carrera.

#### Experto internacional en construcción de paz
Tras su jubilación, Rosenthal ocupa el cargo de investigador senior en el Centro de Cooperación Internacional de la Universidad de Nueva York. Publicó un libro sobre la Organización de las Naciones Unidas. Fue nombrado en la comisión de expertos independientes que revisa la arquitectura del sistema de construcción de paz de las Naciones Unidas.
| Predecesor: Jorge Briz | Ministro de Relaciones Exteriores de Guatemala 2006 - 2008 | Sucesor: Haroldo Rodas |